# Palais Spreti

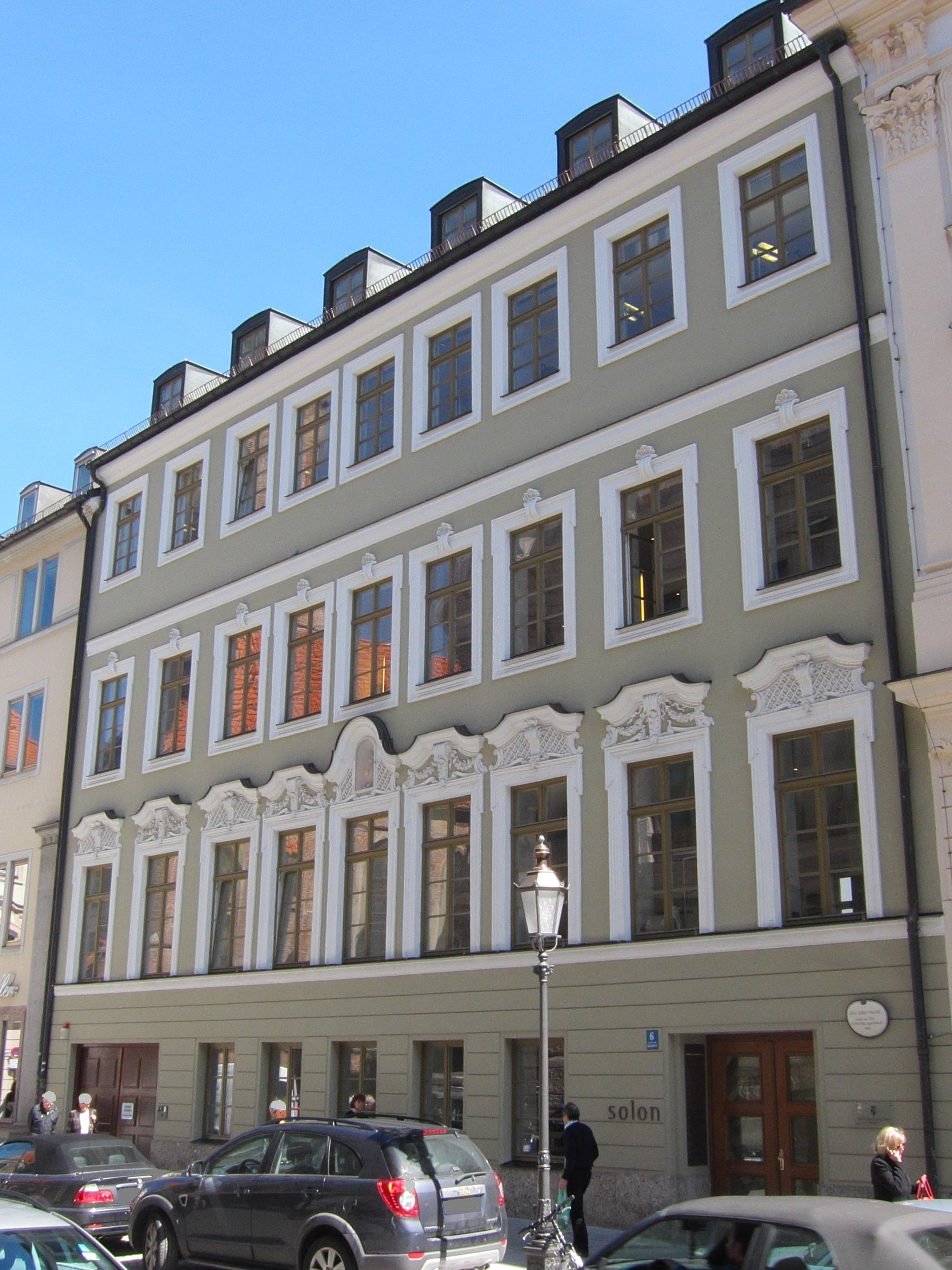
Das Palais Spreti

Das Palais Spreti in der Kardinal-Faulhaber-Straße 6 in der Altstadt von München wurde um 1720 im spätbarocken Stil im Auftrag von Reichsgraf Maximilian Joseph von Toerring-Jettenbach erbaut.

## Geschichte
Von 1724 bis 1786 war es dann im Besitz der Grafen von Spreti. 1789 wurde es verändert. Nach Zerstörung im Zweiten Weltkrieg wurde es wiederum stark verändert wieder aufgebaut und 1970 dann ein drittes Stockwerk aufgesetzt. Eine reiche Stuckgliederung im ersten Stock ist erhalten. Das Palais verfügt über kein Mittelportal. Beiderseits des mit einer Figur in der Fenstereinfassung geschmückten Mittelfensters liegen je vier weitere Fensterachsen. Heute ist das Gebäude im Besitz einer Bank. Im Jahr 1989 wurde ihm der Fassadenpreis der Landeshauptstadt verliehen. Aus der Liste der Baudenkmäler in München wurde es wegen der Aufstockung und starker Erneuerung im Inneren gestrichen.